# アリハント (原子力潜水艦)

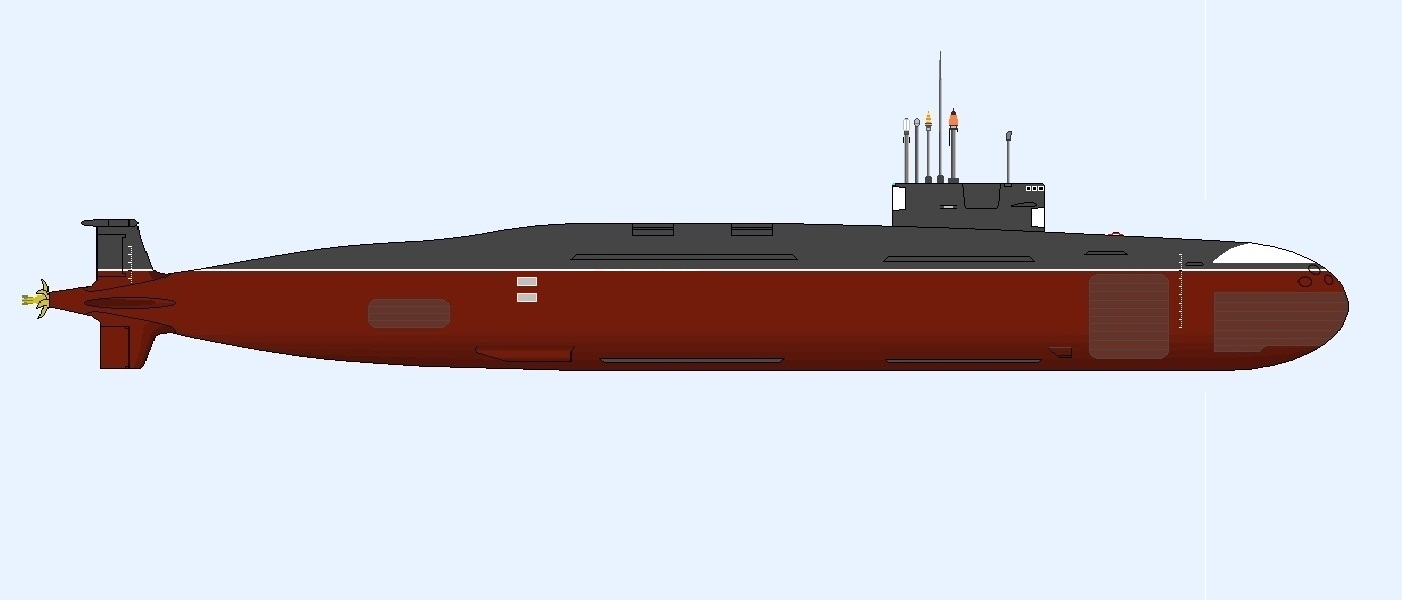
アリハント級原子力潜水艦（想像図）

アリハント（サンスクリット: अरिहंत、ラテン文字転写: Arihant）は、インド海軍のアリハント級原子力潜水艦の1番艦である。
“アリハント（अरिहंत）”とは、サンスクリット語で「敵を討ち倒すもの」を意味する。

## 概要
インド海軍初の国産原子力潜水艦である。2009年7月26日進水。2013年8月9日に原子炉が臨界に達し、2016年8月に就役した。
1960年代から先進技術艦（Advanced Technology Vessl:ATV）の名で開発を進められていたインド初の国産原潜で、2009年7月26日のネームシップの進水によって、その存在が明らかになった。全体のデザインにはロシア攻撃原潜の影響が感じられるが、注目すべきはセイル直後にK-15潜水艦発射弾道ミサイル（発射筒4基に各3発）を搭載している点で、ミサイルの射程は700キロメートルと短いが、艦種区分上は戦略原潜となる。
2017年2月、艦内が浸水する事故が発生。ハッチを閉め忘れたまま行動したことが原因と報道された。2018年現在も腐食したパイプの交換などが行われており、復旧には1年以上の時間がかかっている。その後、2018年11月修理が完了し任務に復帰。最初の戦略パトロールが行われたことが発表された。

## 要目
スペックは公式発表されておらず、推定値である。
- 水中排水量：6,000トン
- 全長：112メートル
- 幅：15メートル
- 喫水：10メートル
- 動力：加圧水型原子炉
- 主機：原子力蒸気タービン（1軸）
- 出力：2万7,000馬力
- 水中速力：24ノット
- 潜行速度：300メートル
- 乗員：95名
- 兵装
  - 533mm魚雷発射管6門
  - K-15 SLBM12基（4基の3連装発射筒に格納）